# Hasekura Tsunenaga
Hasekura Rokuemon Tsunenaga (født 1571, død 7. august 1622), i samtiden i Europa også kendt som Faxecura Rocuyemon, døbt i Spanien Francisco Felipe Faxecura, var en japansk samurai og undergiven til Date Masamune, daimyo i Sendai.
I årene 1613-1620 anførte Hasekura en diplomatisk mission til Vatikanet i Rom efter en rejse via Nyspanien og en række europæiske havne. Han regnes traditionelt for den første diplomatiske udsending fra Japan til Amerika og Europa.
Hasekura blev under sit første ophold i Spanien døbt og generelt hjerteligt modtaget i Europa, men hans rejse fandt sted i en periode, hvor kristendommen var på vej til at blive undertrykt i Japan, og det medførte, at nogle af de europæiske herskere, som Hasekura opsøgte med henblik på at få handelsaftaler i stand, afslog ønsket.
Hasekura rejste hjem nogenlunde samme vej, som han rejste ud, idet han dog slog et slag omkring Manila i Filippinerne, inden han kom hjem. Han døde af sygdom året efter, og hans rejse gav ikke nogen større varige resultater. Der skulle gå mere end tohundrede år, inden en japansk diplomatisk udsending igen besøgte Europa.